# Isabel Sucunza
Isabel Sucunza (Pamplona, 1972) és una llibretera i escriptora en llengua castellana. Es llicencià en periodisme a la Universitat de Navarra. Instal·lada a Barcelona, va col·laborar al programa Saló de lectura, de Barcelona TV, i posteriorment al programa literari L'hora del lector, de Televisió de Catalunya i al programa radiofònic Els Experts d'iCat.cat. El 2012 publica La tienda y la vida (Blackie Books). Actualment és copropietària i fundadora de la Llibreria Calders, oberta l'abril de 2014, treballa a l'editorial Navona. El 2017 va publicar Informe de lectura, amb Abel Cutillas.